# Jonathan Trumbull
Jonathan Trumbull, Sr., född 12 oktober 1710 i Lebanon, Connecticut, död där 17 augusti 1785, var en amerikansk politiker. Han var den första guvernören i delstaten Connecticut 1776-1784.
Hans namn stavades ursprungligen Jonathan Trumble. Trumbull var guvernör i den brittiska kolonin Connecticut från 1769 och fortsatte sedan som guvernör för den nya delstaten efter USA:s självständighetsförklaring.
Sonen Jonathan Trumbull, Jr. var talman i USA:s representanthus 1791-1793 och guvernör i Connecticut 1797-1809.
Staden Trumbull har fått sitt namn efter Jonathan Trumbull, Sr. Det samma gäller Trumbull County, Ohio.